# Лашино (Рузский городской округ)
Лашино — деревня в Рузском районе Московской области, входит в состав сельского поселения Ивановское. Население 14 человек на 2006 год. До 2006 года Лашино входило в состав Ивановского сельского округа.
Деревня расположена на северо-западе района, у границы с Волоколамским районом, примерно в 15 километрах к северо-западу от Рузы, на берегу одного из северных заливов Рузского водохранилища (бывшая долина реки (Педня), на шоссе 46К-9191 Волоколамск — Руза, высота центра над уровнем моря 197 м. Ближайшие населённые пункты — в 200 м на севере Потапово и в 1 км на юг, на другом берегу залива, Курово.